# Alveopora minuta
Espèce
Statut de conservation UICN

 EN A4cd : En danger
Statut CITES
Alveopora minuta est une espèce de coraux appartenant à la famille des Poritidae selon ITIS ou la famille Acroporidae selon WoRMS.